# Ускладнення (Доктор Хаус)
«Ускладнення» (англ. Adverse Events)  — третя серія п'ятого сезону американського телесеріалу «Доктор Хаус». Прем'єра епізоду проходила на каналі FOX 30 вересня 2008. Доктор Хаус і його нова команда мають врятувати художника, який почав малювати дивні картини вважаючи їх нормальними.

## Сюжет
Молодий чоловік Брендон починає малювати свої картини кривими і страшними, проте він вважає, що його творчість прекрасна. Його дівчина Хезер записує хлопця до Хауса. Команда вважає, що у нього рак мозку. Катнер і Тауб перевіряють студію, а Тринадцята і Форман роблять МРТ голови. Проте нічого не вказує на пухлину. Команда розповідає Хаусу, що Брендон боявся контрасту, який вони вводили йому для МРТ. Хаус розуміє, що на хлопцеві експериментували з ліками. За час в лікарні йому не стало гірше, тому Хаус наказує виписати його наступного ранку.
Але того ж дня у пацієнта починаються судоми. Ліки, які він приймав потрібно вивести з організму, тому Хаус наказує зробити хлопцю діаліз. Ніч проходить нормально, проте зранку у Брендона набрякає глотка й вся голова, йому роблять трахеотомію. Хаус наказує ще раз дати пацієнтові схожих препаратів і знову вивести їх діалізом, але в цей раз повільніше. Брендону стає краще, проте у нього виникає різке підвищення гормонів. Форман пропонує зробити МР-гренографію мозку, так як вважає, що у нього неврологічна хвороба.
Знімок показує звужену судину і Тауб пропонує зробити ЕФД, щоб виявити аритмію. Аритмія підтверджується, але Хаус помічає, що корені волосин руді, що вказує на генетичну мутацію від ліків. Хаус наказує зробити симпатектомію, але у Брендона знову починається зорова агнозія. Тауб вирішує перевірити фарбу на картинах, які пацієнт малював місяць і більше назад. Проте за датами, що виставлені на них, Тауб розуміє, що річ у препаратах, які приймав хлопець. В травні йому давали два препарати за один раз, того ж місяця Брендон і почав малювати спотворені картини. Хаус розуміє, що у пацієнта утворився мішок з неперетравленої їжі в який потрапляли різні неперевірені пігулки. Організм не зміг їх вивести, тому вони весь цей час труїли хлопця. Чейз видаляє отруйний мішок і митець одужує.

## Цікавинки
- Лукас розповідає Хаусу про особисте життя кожного члена з команди і той починає ставити їх в неприємні ситуації.
- Лукас вперше знайомиться з Кадді і схоже закохується в неї. Вона просить його назбирати "брудні випадки" з життя Хауса.
- Дружина Тауба купує йому авто.